# Wet van Stokes

Stroming langs een bolvormig deeltje: stroomlijnen, wrijvingskracht Fd en zwaartekracht Fg

De wet van Stokes, voor het eerst geformuleerd in 1851 door de Engels-Ierse natuurkundige George Stokes, is een wiskundige formule voor de sedimentatiesnelheid van kleine deeltjes in een viskeus fluïdum.
Stokes leidde af dat de wrijvingskracht die op een bol werkt gegeven wordt door
{\displaystyle F_{wrijving}=6\pi r\mu v}
Dat deze kracht evenredig is met de straal van de bol was intuïtief niet duidelijk.  Sommige onderzoekers verwachtten dat die evenredig met de straal in het kwadraat zou zijn.
Stokes berekende dat een bolvormig deeltje dat in een fluïdum valt, een constante valsnelheid of sedimentatiesnelheid bereikt die afhankelijk is van de grootte van het deeltje (de diameter of straal),  het verschil in dichtheid tussen het deeltje en het fluïdum, en de viscositeit van het fluïdum, volgens de vergelijking:
{\displaystyle v={\frac {2}{9}}r^{2}g{\frac {({\rho }_{s}-{\rho }_{l})}{\mu }}}
Hierin is:
- {\displaystyle v} de sedimentatiesnelheid van het bolvormige deeltje;
- {\displaystyle r} de straal van het deeltje;
- {\displaystyle {\rho }_{l}} de dichtheid van het fluïdum;
- {\displaystyle {\rho }_{s}} de dichtheid van het deeltje (als {\displaystyle {\rho }_{s}<{\rho }_{l}} is de snelheid negatief, m.a.w. het deeltje zal opstijgen in plaats van vallen);
- {\displaystyle \mu } de viscositeit van het fluïdum;
- {\displaystyle g} de versnelling van de zwaartekracht.

De wet van Stokes is slechts accuraat voor kleine deeltjes (diameter 0,1 mm of minder) in een niet-turbulent fluïdum (reynoldsgetal kleiner dan 0,3).

## Betekenis
De wet van Stokes geeft inzicht in het sedimentatiegedrag van zwevende deeltjes in een vloeistof, bijvoorbeeld in een rivier of een bezinkingsbekken. De deeltjes die het eerst bezinken zijn de grootste of de zwaarste; de invloed van de deeltjesgrootte is hierbij groter vanwege de kwadratische afhankelijkheid. Uit de wet van Stokes kan men afleiden wat de grootte of verblijftijd moet zijn van een bezinkingsbekken om deeltjes tot een bepaalde grootte te doen uitzakken.
De wet van Stokes kan ook gebruikt worden om de viscositeit van een vloeistof te bepalen uit de valsnelheid van deeltjes met bekende grootte en dichtheid.

## Afleiding
Op een vallend deeltje in een fluïdum werken drie krachten in: de zwaartekracht trekt het deeltje naar beneden; de opwaartse kracht of archimedeskracht en de wrijvingskracht tussen het fluïdum en het deeltje werken dit tegen. De constante valsnelheid wordt bereikt wanneer de zwaartekracht gelijk is aan de andere twee krachten:
{\displaystyle F_{gewicht}=F_{wrijving}+F_{archimedes}}
- Voor de wrijvingskracht leidde Stokes de volgende vergelijking af:

{\displaystyle F_{wrijving}=6\pi r\mu v}
Dit is een oplossing van een speciaal geval van de Navier-Stokes-vergelijkingen voor kleine bolvormige deeltjes (met een laag reynoldsgetal) in een continu viskeus fluïdum.
- De zwaartekracht is gelijk aan:

{\displaystyle F_{gewicht}=gm}
met {\displaystyle m} de massa van het deeltje. Voor een bolvormige deeltje met dichtheid {\displaystyle {\rho }_{s}} en straal {\displaystyle r} is dit:
{\displaystyle F_{gewicht}={\frac {4}{3}}\pi g{\rho }_{s}r^{3}}
- de opwaartse kracht is gelijk aan het gewicht van de verplaatste vloeistof:

{\displaystyle F_{archimedes}=g{\rho }_{l}V}
met {\displaystyle V} het volume van het verplaatst fluïdum, dit is gelijk aan het volume van het bolvormig deeltje; dus
{\displaystyle F_{archimedes}={\frac {4}{3}}g\pi {\rho }_{l}r^{3}}
- De valsnelheid wordt nu bereikt wanneer:

{\displaystyle F_{wrijving}=F_{gewicht}-F_{archimedes}}
of
{\displaystyle 6\pi r\mu v={\frac {4}{3}}\pi r^{3}g({\rho }_{s}-{\rho }_{l})}
waaruit we verkrijgen:
{\displaystyle v={\frac {2}{9}}r^{2}g{\frac {({\rho }_{s}-{\rho }_{l})}{\mu }}}

## Variant: centrifugatie
De wet van Stokes wordt ook gebruikt voor het beschrijven van de snelheid waarmee deeltjes in een centrifuge worden afgescheiden. Bij centrifugatie wordt de valversnelling vervangen door de versnelling ten gevolg van de centrifugaalkracht; m.a.w. {\displaystyle g} wordt in de formule vervangen door:
{\displaystyle \Omega ^{2}R}
met
{\displaystyle \Omega } de hoeksnelheid van de centrifuge (aantal radialen per tijdseenheid)
{\displaystyle R} de straal (afstand van het deeltje tot het middelpunt van de centrifuge),
en de bezinkingsnelheid waarmee het deeltje naar buiten geslingerd wordt is dan:
{\displaystyle v={\frac {2}{9}}r^{2}\Omega ^{2}R{\frac {({\rho }_{s}-{\rho }_{l})}{\mu }}}
Om een snelle bezinking te verkrijgen is dus vooral de omwentelingssnelheid van belang ({\displaystyle \Omega }: kwadratische afhankelijkheid), naast de grootte van het deeltje ({\displaystyle r}), de grootte van de centrifuge ({\displaystyle R}), het verschil in dichtheid met het fluïdum({\displaystyle {\rho }_{s}-{\rho }_{l}}), en de viscositeit van het fluïdum ({\displaystyle \mu }: hoe kleiner de viscositeit, hoe sneller de bezinking).

## Kleine zand en klei deeltjes

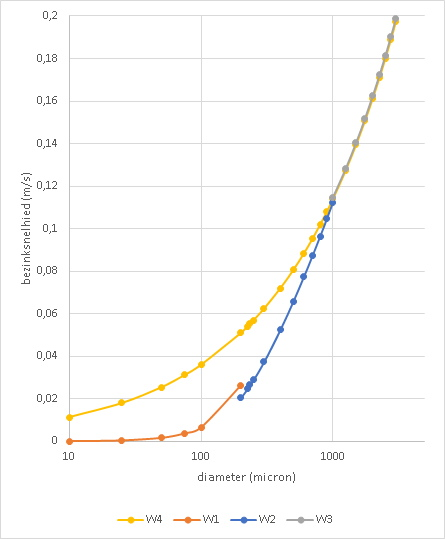
bezinksnellheid van deeltjes in water

Voor kleine zand en kleideeltjes is de wet van Stokes niet accuraat, door de vorm en een afwijkend effect van de weerstand.
Voor deeltjes kleiner dan 1 mm kan de valsnelheid (bezinksnelheid) benaderd worden met:
{\displaystyle v_{50}={\frac {\delta gd_{50}}{18\nu }}\qquad voor\qquad d_{50}>100\cdot 10^{6}}
{\displaystyle v_{50}={\frac {10\nu }{d_{50}}}{\left({\sqrt {1+{\frac {0,01\delta g{d_{5}0}^{3}}{{\nu }^{2}}}}}-1\right)}}
    voor {\displaystyle 100\cdot 10^{6}<d_{50}<1000\cdot 10^{6}}
{\displaystyle v_{50}=0,92{\sqrt {\delta gd_{50}}}\qquad voor\qquad d_{50}>1000\cdot 10^{6}}
De subscript 50 betekent hier dat de mediane korrelgrootte gebruikt moet worden;  {\displaystyle \nu =}  is de viscositeit.